# Molersten
Molersten är en typ av tegelsten tillverkad av moler. Moler är en jordart bestående av kiselgur. Molersten har tillverkats i Danmark men inte i Sverige på grund av brist på lämplig råvara. Molersten har halva vikten jämfört med en vanlig tegelsten.